# Битва при Львове (1675)
Битва при Львове произошла между армиями Речи Посполитой и Османской империи недалеко от города Львов 24 августа 1675 года.

### Перед битвой
В начале лета 1675 года турецкие силы Шишмана Ибрагима пересекли польскую границу в Подолье и начали своё стремительное наступление на Львов вдоль берегов Днестра. Армия насчитывала около 20 000 человек и состояла из турецкой пехоты и конницы, а также многочисленных татарских отрядов. Польский король Ян III Собеский решил сосредоточить свои войска во Львове и вокруг города, встретив османскую армию после прибытия подкреплений. Турецкий командующий получил известие о сосредоточении польских сил и двинул свою армию на Львов.
Польский король собрал 6 000 солдат. Примерно 1 700 из них были гусарами, все остальные ― пехотой, драгунами и легкой кавалерией. Ранним утром 24 августа польские разведывательные отряды столкнулись с турецкой колонной, быстро приближающейся ко Львову от села Глиняны. Главная дорога от сельской площади проходила через равнину, окруженную болотами с обеих сторон. Прямо перед городом дорога проходила через холмистую местность.
Собеский решил разделить свои силы. Отряд из 180 пехотинцев, 200 кавалеристов и нескольких пушек был помещён к востоку от ущелья, ведущем к дороге на Львов. Основная часть тяжелой конницы была размещена на самой дороге. Левый фланг польского войска охраняли 200 гусар, дислоцированной в поселке Збойска, в то время как остальные кавалеристы и пехотинцы охраняли другие подходы к городу, в случае нападения турок с других направлений. Оставшимся таборитам и мирным жителям было приказано собраться на холмах, окружающих равнину. Им выдали запасные пики гусар для того, чтобы те создали впечатление о том, что количество польских войск было значительно выше.

### Ход битвы
Турки пошли именно по тому пути, на который Собеский и рассчитывал. Убежденный, что большая группа гусар пряталась в лесу на холмах, Ибрагим Шишман приказал многочисленному отряду кавалерии пройти по дороге через один из оврагов. Отряд был остановлен польской пехотой, а затем был оттеснён обратно контратакой лёгкой кавалерии. В это же время Собеский приказал всем войскам, охраняющим другие подходы к городу, присоединиться к главным силам, расположенным вдоль дороги.
К 1700 гусарам присоединились три стяга (300 человек) литовской лёгкой кавалерии под командованием гетмана Михала Казимира Радзивилла. Собеский приказал кавалеристам продвинуться через неохраняемое западное ущелье. Ущелье было сравнительно узким, и турки не могли обойти отряд гусар.
Битва закончилась после того, как Собеский лично повёл войска в атаку. Поляки преследовали османов вплоть до самого заката
.

## После битвы
Яну Собескому вскоре удалось освободить оставшуюся часть Польши, после чего он вернулся в Краков, где его короновали.

## Память
- Битва при Львове упоминается на Могиле неизвестного солдата в Варшаве, где содержится надпись «LWOW 24 VIII 1675».